# Communauté de communes du Sisteronais
Die Communauté de communes du Sisteronais war ein französischer Gemeindeverband mit der Rechtsform einer Communauté de communes im Département Alpes-de-Haute-Provence in der Region Provence-Alpes-Côte d’Azur. Sie wurde am 18. Februar 1965 gegründet und umfasste sieben Gemeinden. Der Verwaltungssitz befand sich im Ort Sisteron.
Die Communauté de communes du Sisteronais schloss sich am 1. Januar 2017 mit sechs weiteren Communauté de communes zur Communauté de communes du Sisteronais-Buëch zusammen.

## Mitgliedsgemeinden
1. Authon
2. Entrepierres
3. Mison
4. Saint-Geniez
5. Sisteron
6. Valernes
7. Vaumeilh